# Neochanna rekohua
Neochanna rekohua es un pez que pertenece a la familia Galaxiidae. Esta especie es endémica y se encuentra en pequeños lagos de la isla Chatham, Nueva Zelanda.
Fue descubierta en 1994 por Charles Paul Mitchell, que lo relacionó a la familia Galaxiidae. Inicialmente se llamó Galaxias rekohua, pero en 2004 R. M. McDowall le renombró Neochanna basado en la anatomía externa, comportamiento y el esqueleto; este cambio fue apoyado posteriormente por un análisis genético.
Neochanna rekohua posee un cuerpo relativamente pequeño, con aletas pélvicas. Está estrechamente relacionado con Neochanna burrowsius. Mide aproximadamente 75 milímetros (aunque los individuos más grandes pueden llegar a 175 milímetros), y es de color marrón oscuro. Vive casi que exclusivamente en los bordes de los lagos.